# Bliesdorf

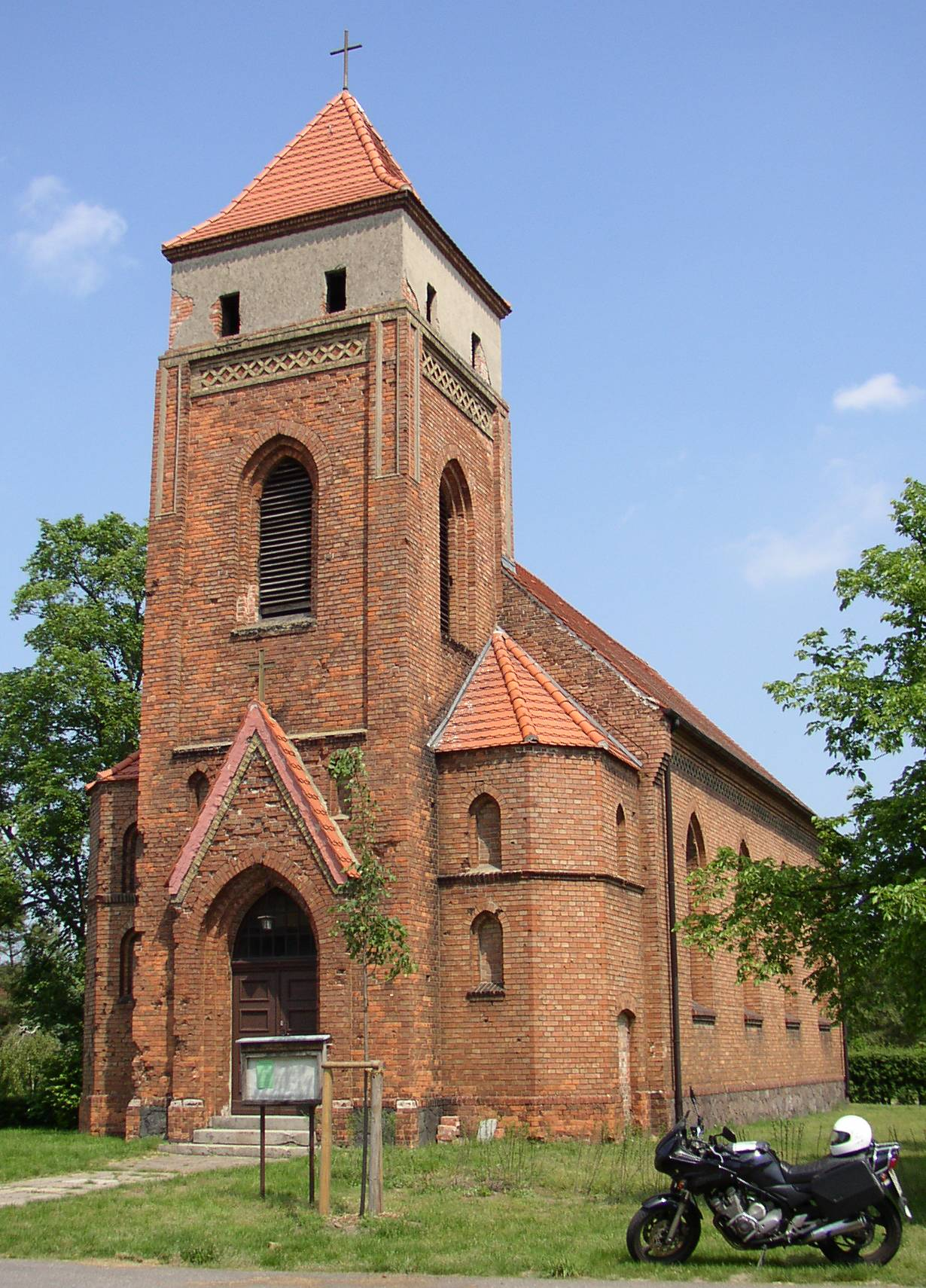
Nhà thờ

Bliesdorf là một đô thị thuộc huyện Märkisch-Oderland, bang Brandenburg, Đức.